# Sinipta acuta
Sinipta acuta är en insektsart som beskrevs av Rehn, J.A.G. 1939. Sinipta acuta ingår i släktet Sinipta och familjen gräshoppor. Inga underarter finns listade i Catalogue of Life.